# Mordellistena algeriensis
Mordellistena algeriensis es una especie de coleóptero de la familia Mordellidae.

## Distribución geográfica
Habita en Argelia.